# Dicranoptycha costaricensis
Dicranoptycha costaricensis är en tvåvingeart som beskrevs av Alexander 1939. Dicranoptycha costaricensis ingår i släktet Dicranoptycha och familjen småharkrankar.
Artens utbredningsområde är Costa Rica. Inga underarter finns listade i Catalogue of Life.